# 무굴 요리
무굴 요리는 무굴 제국의 초기 인도-페르시아 문화 중심지에서 개발되거나 대중화된 요리로 구성된다. 이 요리는 인도 아대륙의 요리와 중앙아시아 및 이슬람 요리의 요리 스타일 및 조리법의 조합을 나타낸다. 무굴 요리는 초기 무굴 황제들이 원래 환영했던 지역인 중앙아시아의 튀르크 요리에 강한 영향을 받았으며, 이는 북인도, 파키스탄 및 방글라데시의 지역 요리에 강한 영향을 미쳤다.
무굴 요리의 맛은 극도로 순한 것부터 매운 것까지 다양하며, 종종 독특한 향과 갈린 향신료와 통째로 들어간 향신료의 맛과 연관된다. 무굴 코스는 다양한 반주를 곁들인 메인 코스 요리의 정교한 뷔페이다.

## 역사
비록 무굴 제국의 지배 계급과 행정 엘리트들은 그들 자신들을 튀르크인, 페르시아인, 샤이크자다(인도 무슬림) 및 힌두교 라지푸트로 다양하게 동일시할 수 있었지만, 제국 그 자체는 혼합되고, 다원적인 페르시아 문화를 가진 인도-페르시아 인이었다. 장식된 인도-페르시아 요리책과 요리 원고는 요리 가이드의 역할과 미적 가치를 위한 역할을 모두 하며, 무굴 엘리트들의 개인 서재를 장식했다.
한 예로 페르시아의 미니어처로 그려진 15세기 작품인 니맛나마이 나시루딘샤히가 있다. 이것은 말와(현재 마디아프라데시주)의 술탄인 기야스 샤가 의뢰한 것으로 사모사(감자를 채운 튀긴 페이스트리), 키치리(쌀과 렌콩), 필라프(쌀 요리), 셰이크(고기 및 생선꼬치), 카밥(고기꼬치구), 야크니(고깃국)와 같은 중앙아시아 요리뿐만 아니라 카르히(닭 완두콩 가루를 섞은 요구르트 육수), 피카, 칸디비와 같은 서인도 및 남인도 요리가 특징이다.
무굴 시대부터, 하나의 인기 있는 요리 작품은 샤 자한 황제 (재위 1627년-1658년)의 궁정을 위해 준비된 것으로 믿어지는 요리에 대한 기록인 누스카이샤하니였다. 이 페르시아어 필사본은 난하(빵), 아쉬하(포타), 칼리야와 도피야(옷을 입은 고기 요리), 바르타, 제르비얀(쌀로 만든 요리의 일종), 풀라오, 카바바, 하리사(새콤한 죽), 쉬쉬랑가와 카기나(오믈렛), 키치리에 관한 10개의 장을 포함하고 있으며, 마지막 장에는 무라바(잼), 아차 (피클), 푸리(튀김빵), 피리니(단 음식), 할와(따뜻한 푸딩), 요거트, 파니르(인도식 커드 치즈), 버터와 반죽의 착색을 위한 기본적인 요리법이 포함되어 있다.
또 다른 유명한 교과서는 쿨라사티이 마쿨라투 마슈루바트로, 아마도 아우랑제브 황제 (재위 1656–1707)의 시대의 것으로 추정되며, 또 다른 교과서는 오직 단고기만을 위한 작품인 알완니 니 매트였다. 디비아 나라야난은 다음과 같이 쓰고 있다:
여기에는 "난 카타이" (비스킷 같은 빵), 달콤한 "푸리", 달콤한 "사모사" (또는 "상보사"), "라두", 그리고 "할와"와 같은 다양한 달콤한 빵들이 포함된다. 요리책은 각각의 요리법을 칭찬의 대사와 함께 소개한다: 예를 들어, "사모사-이 야크 투히 담 다다" ("담"에 주머니를 넣고 요리한 "사모사")는 "유명하고 잘 알려진 단 것 중 하나"로 선언되고, "푸리 담 다다 바 다미" ("담"에 요리한 "푸리")는 "맛있고 훌륭한 단 고기 중 하나"로, "난 카타이 바다미" ("아몬드 난 카타이")는 "희귀하고 맛있는 요리법 중 하나"로 유명하다.

무굴 궁정에서 사용된 인도-페르시아 요리책과 무하마드 알 바바르치 바그다디의 카르나마 다르 바브-이 타바키와 산아트-에-안 '요리와 그 준비에 관한 매뉴얼'과 같은 사파비 제국의 현대 요리 작품 사이에도 많은 공통점이 있다.
무굴 요리는 카레 베이스를 만들기 위해 풍부한 크림, 우유, 버터뿐만 아니라 사프란, 카다멈, 흑후추, 마른 과일과 견과류와 같은 향신료를 광범위하게 사용하기 때문에 식사의 풍부함과 향미로 유명하다. 이것은 북인도 요리의 발전에 영향을 미쳤다.

## 무굴 요리 목록
- 비리야니
- 파산다
- 할림
- 코르마
- 니하리
- 남아시아 필라프(델리 술탄국이나 페르시아 상인이 처음 소개함)
- 바카르카니
- 바클라바
- 알루 고슈트(양고기와 감자 카레)
- 키마 마타르(갈은 양고기와 완두콩 카레)
- 남아시아 코프타
- 초르바
- 케밥(델리 술탄국 시대에 처음 소개됨):[7]
  - 갈라와티 케밥 (러크나우의 하지 무라드 알리가 처음 준비한 부드럽고 부드러운 패티 같은 케밥)
  - 비하리 케밥(불에 구운 고기 덩어리)
  - 카코리 케밥(인도 우타르프라데시에서 처음 제조됨)
  - 차플리 케밥(인도 북서쪽 변경 지역의 파슈툰족이 처음으로 준비함)
  - 칼미 케밥
  - 시크 케밥
  - 샤미 케밥(무굴 시대에 시리아 요리사가 처음 준비한 것, "샤미"는 시리아 출신을 나타냄)
  - 시캄푸르 케밥(인도 하이데라바드 원산지)
  - 무르기르 케밥
  - 툰데 케 카밥
- 무글라이 파라타
- 무르그 무살람
- 샤와르마
- 치킨 티카
- 레잘라(마와드 및 마이소르의 무굴 주권자에 의해 인도 아대륙의 벵골 지역에 소개되었을 수 있음)

## 디저트
- 피르니
- 굴랍자문
- 팔루다
- 세비얀(우유, 정제 버터, 당면, 장미수, 아몬드로 준비)
- 샤바트
- 바르피 ('눈/얼음'을 의미하는 페르시아어에서 유래)
- 피르니
  - 케사리 피르니(사프란을 곁들인 쌀 기반의 달콤한 요리)
  - 바다미 피르니(아몬드를 곁들인 쌀 기반의 달콤한 요리)
- 샤히 투크라(건조 과일과 카다몬 향이 나는 풍부한 빵 푸딩)
- 쉬르 쿠르마
- 무굴 궁정에서는 여러 종류의 토종 망고를 소중히 여기고 재배했다.[8]

## 같이 보기
- 방글라데시 요리

## 추가 읽기
- Mughlai Cook Book, Diamond Pocket Books, ISBN 81-7182-547-8
- Nita Mehta's Vegetarian Mughlai Khaana By Nita Mehta, Published 1999 ISBN 81-86004-10-6
- Mughlai By Amrita Patel Published 2004, Sterling Publishers, 160 pages ISBN 81-207-2646-4